# Kolinkî, Horodenka
Kolinkî (în ucraineană Колінки) este un sat în comuna Daleșove din raionul Horodenka, regiunea Ivano-Frankivsk, Ucraina.

## Demografie
Componența lingvistică a localității Kolinkî
     Ucraineană (99,59%)
     Alte limbi (0,28%)
Conform recensământului din 2001, majoritatea populației localității Kolinkî era vorbitoare de ucraineană (99,59%), existând în minoritate și vorbitori de alte limbi.